# Tecmo World Soccer '96
Tecmo World Soccer '96 es un videojuego de fútbol desarrollado por Tecmo para arcades y para la consola Neo Geo, publicado en el año 1996. Este videojuego es parte de la serie Tecmo World Cup.

## Sistema de juego
El juego toma lugar en la Copa Mundial de Fútbol. A diferencia del primer juego Tecmo World Cup '90 no hay clubes, pero se puede elegir entre 32 seleccionados nacionales. El torneo incluye siete partidos, divididos en dos grupos de cuatro equipos y una final. Siendo un juego Arcade, si se pierde sólo una vez, no será posible continuar jugando. En caso de empate, se define por tiros desde el punto penal.
En cuanto a la jugabilidad, la novedad es el botón de pase cruzado y la posibilidad de dar un pase hacia adelante a un compañero; mas no se pueden manejar los pases en dirección del jugador. Otra novedad es la de potenciar la velocidad del jugador mediante un regate para llegar al área rival y efectuar un potente disparo.
En caso de perder, se puede repetir la partida utilizando la opción de continuar en la cual es posible incrementar la fuerza o la velocidad del equipo hasta un máximo de tres veces.

## Selecciones nacionales
Las siguientes selecciones están disponibles en el juego:
| - Alemania - Arabia Saudita - Argentina - Australia - Bélgica - Brasil - Bulgaria - Camerún | - Canadá - Colombia - Corea del Sur - Costa Rica - Escocia - España - Estados Unidos - Francia | - Ghana - Grecia - Inglaterra - Irlanda - Italia - Japón - Marruecos - México | - Nigeria - Noruega - Países Bajos - Rumania - Rusia - Suecia - Suiza - Uruguay |